# Lübbenauer Schlossmühle
Die Lübbenauer Schlossmühle war eine Wassermühle in der Stadt Lübbenau/Spreewald im Landkreis Oberspreewald-Lausitz in Brandenburg. Im November 1943 wurde die Mühle durch einen Brand zerstört.

## Ehemalige Lage
Die Schlossmühle befand sich zunächst nördlich des Lübbenauer Schlosses am Lehder Fließ. Später wurde ihr Standort verlagert, danach lag die Schlossmühle bis zum Brand an der Mühlspree an der Brücke in den Schlossbezirk am heutigen Standort eines Einkaufsladens.

## Geschichte
Im Jahr 1315 existierte bereits eine Ölschlägmühle im nördlichen Teil des Lübbenauer Schlossbezirks. Im 16. und 17. Jahrhundert war die Mühle an die Müllerfamilie Dalbogh in Erbpacht gegeben. Zu Beginn des 18. Jahrhunderts wurde die Schlossmühle etwa 250 Meter südlich an der heutigen Spreebrücke zum Schlossbezirk neu errichtet. Zum Neubau erhielt die Mühle zwei unterschlägige Wasserräder mit einem Durchmesser von 5 Metern und einer Breite von 3 Metern, die am westlichen Teil des Fachwerkgebäudes angebracht waren.
1713 übernahm die Familie Werner das Gebäude. Dadurch kam die Mühle durch Heirat der verwitweten Frau Werner an Traugott Hirschberger. An der Mühle hatte die Spree ein Gefälle von 0,78 Meter. Bei Hochwasser richtete die damals noch unregulierte Spree regelmäßig Schaden an der Mühle an, wodurch oft der Betrieb lahmgelegt war. 1880 kaufte Maximilian zu Lynar die Mühle zurück und ließ sie selbst betreiben. Im Jahr 1920 wurden die Wasserräder durch Turbinen ersetzt und die Technik wurde modernisiert. Dadurch konnten die vier in der Mühle arbeitenden Müller am Tag 10 Tonnen Getreide verarbeiten.
Im Jahr 1930 pachtete Erich Lehmann die Schlossmühle und modernisierte die Technik weiter. Seitdem arbeiteten dort sechs Müller, die täglich zwischen 12 und 15 Tonnen Getreide verarbeiteten. Die Mühle versorgte vor allem die Bäckereien in der Umgebung.
Am 19. November 1943 brannte die Schlossmühle ab. Der Grund für das Feuer (technischer Defekt, Brandstiftung) konnte nicht geklärt werden. Die Mühle brannte bis auf ihre Grundmauern nieder und wurde danach nicht mehr wieder aufgebaut. Im Jahr 1945 wurde auf einem Grundstück in der Dammstraße eine Mühle als Ersatz errichtet und versorgte die Bäckereien und Spreewaldbauern mit Getreide, bis der Betrieb 1990 eingestellt wurde.

## Nachweise
1. ↑  Helmut Jentsch: Die historischen Mühlen zwischen Spreewald und Niederlausitzer Landrücken. Kreismuseum Senftenberg, Senftenberg 2000.
2. ↑  Die Schlossmühle stand lichterloh in Flammen. In: lr-online.de. Lausitzer Rundschau, 20. November 2013, abgerufen am 27. August 2017.

Koordinaten: 51° 52′ 7″ N, 13° 58′ 18″ O